# Бйорне Вегґйо
Бйорне Вегґйо (9 вересня 1955 , Мальме ) — шведський фехтувальник на шпагах, срібний призер Олімпійських ігор 1984 року.

## Виступи на Олімпіадах
| Олімпіада         | Дисципліна          | Місце |
| ----------------- | ------------------- | ----- |
| Лос-Анджелес 1984 | індивідуальна шпага | 2     |
| Лос-Анджелес 1984 | командна шпага      | 5     |